# Zbiornik Quabbin
Zbiornik Quabbin (ang. Quabbin Reservoir) – zbiornik retencyjny położony w Massachusetts w Stanach Zjednoczonych. Jest największym akwenem śródlądowym w stanie Massachusetts. Wraz ze zbiornikiem Wachusett stanowi główne źródło wody pitnej dla Bostonu i innych miast stanu. Woda ze zbiornika wykorzystywana jest także do zasilania elektrowni wodnych. Zbiornik znajduje się pod zarządem Massachusetts Water Resources Authority. 
Zbiornik powstał poprzez zalanie doliny Swift River, stanowiącej dorzecze rzeki Swift – dopływu rzeki Connecticut. Nazwa zbiornika pochodzi od słowa "Quaben" – "miejsce wielu wód" – którym określali dolinę zamieszkujący ją niegdyś Indianie z plemienia Nipmuc. Według innych źródeł nazwa pochodzi od imienia jednego z plemiennych wodzów, Nani-Quaben bądź Nine-Quabin. 

## Historia
Na przełomie XIX i XX w. rosnąca populacja i zapotrzebowanie na wodę miasta Boston wymusiły stworzenie nowych źródeł wody pitnej. Pierwszym z nich był zbudowany we wczesnych latach 1900. zbiornik Wachusett, który prędko okazał się niewystarczający. W raporcie z 1922 roku, przygotowanym na zlecenie władz bostońskich, stwierdzono konieczność budowy nowego zbiornika i połączenia go ze zbiornikiem Wachusett. 
W latach 1926-1931 zbudowany został tunel między zbiornikiem Wachusett a rzeką Ware. W następnych latach tunel został przedłużony do doliny Swift River, w której w 1936 roku rozpoczęto budowę zbiornika Quabbin. 
W celu budowy zbiornika trzeba było zalać wodą całą dolinę Swift River, w tym cztery miasteczka: Dana, Enfield, Greenwich i Prescott. Mieszkańcy doliny (ok. 2500 osób) zostali wywłaszczeni za odszkodowaniem i musieli opuścić jej teren. Ponadto z cmentarzy w rejonie doliny ekshumowano i przeniesiono ponad 7500 ciał, z których większość spoczęła na cmentarzu w Quabbin Park. W 1938 roku miasteczka oficjalnie przestały istnieć, a w 1939 roku dolinę opuścili ostatni mieszkańcy. 
Napełnianie zbiornika rozpoczęto w dniu 14 sierpnia 1939 roku i trwało ono aż do 1946 roku. W chwili uruchomienia zbiornik Quabbin był największym na świecie sztucznym zbiornikiem przeznaczonym wyłącznie do uzyskiwania wody pitnej. 